# Natri bromide
Natri bromide, còn được biết như là sedoneural  là một muối với công thức NaBr, được dùng rộng rãi như thuốc chống co giật và thuốc an thần vào cuối thế kỉ 19 và đầu thế kỉ 20. Tác dụng của nó là bởi ion bromide (kali bromide KBr cũng có tác dụng tương tự). Nó là tinh thể rắn màu trắng với nhiệt độ sôi cao tương tự như natri chloride. Nó là nguồn ion bromide được dùng một cách rất thông dụng hiện nay.

## Những phản ứng hoá học chính
NaBr được dùng trong việc tổng hợp hữu cơ như là một nguồn của gốc bromide ưa hạt nhân để biến đổi các alkyl chloride thành các alkyl bromide bằng phản ứng Finkelstein.
NaBr + RCl → RBr + NaCl
Natri bromide có thể được dùng như là một nguồn của nguyên tố hoá học brom. Điều này có thể thực hiện được bằng cách sục khí chlor vào dung dịch NaBr. 
Như một nguồn của HBr, NaBr được xử lý với một acid mạnh không bay hơi:
NaBr + H3PO4 → HBr + NaH2PO4
HBr còn có thể bị oxy hóa thành Br2 khi có MnO2 hay H2SO4.

## Ứng dụng khác
- Là thuốc ngủ, thuốc chống co giật và thuốc an thần trong y học. Là nguồn của ion bromide, có tính lý dược tích cực, nó tương đương với KBr.
- Trong chụp ảnh.
- Tạo sự dự trữ ion bromide trong các suối nước khoáng có chứa brom trong việc xử lý kháng vi khuẩn.

## An toàn
NaBr có hại nếu nuốt hoặc hít vào với một lượng lớn, gây ảnh hưởng lên hệ thần kinh trung ương, não và mắt (xem kali bromide). Hợp chất này còn gây sự kích thích lên da, mắt và hệ hô hấp.